# Łzy

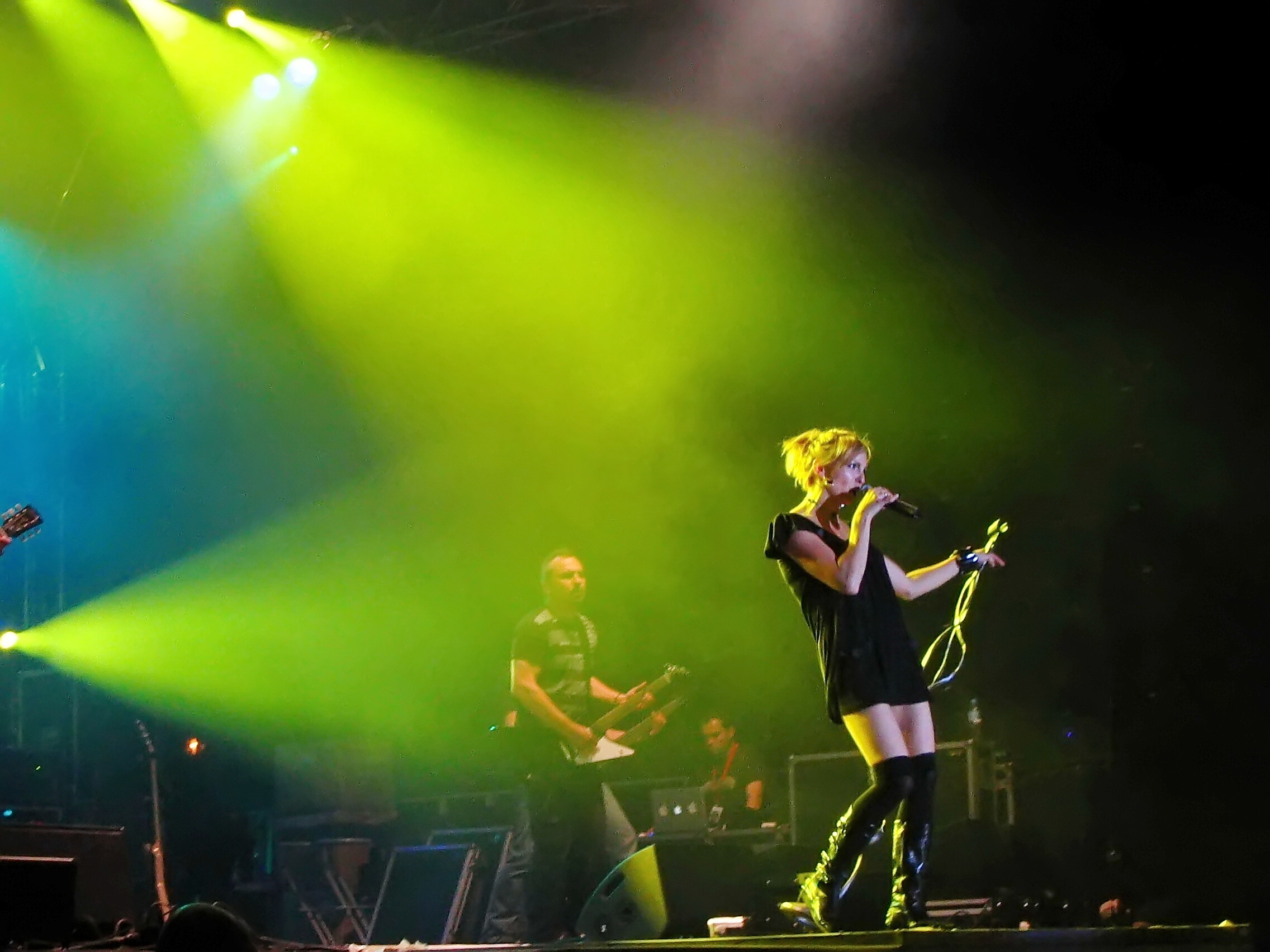
Łzy in concerto a Dąbrowa Górnicza

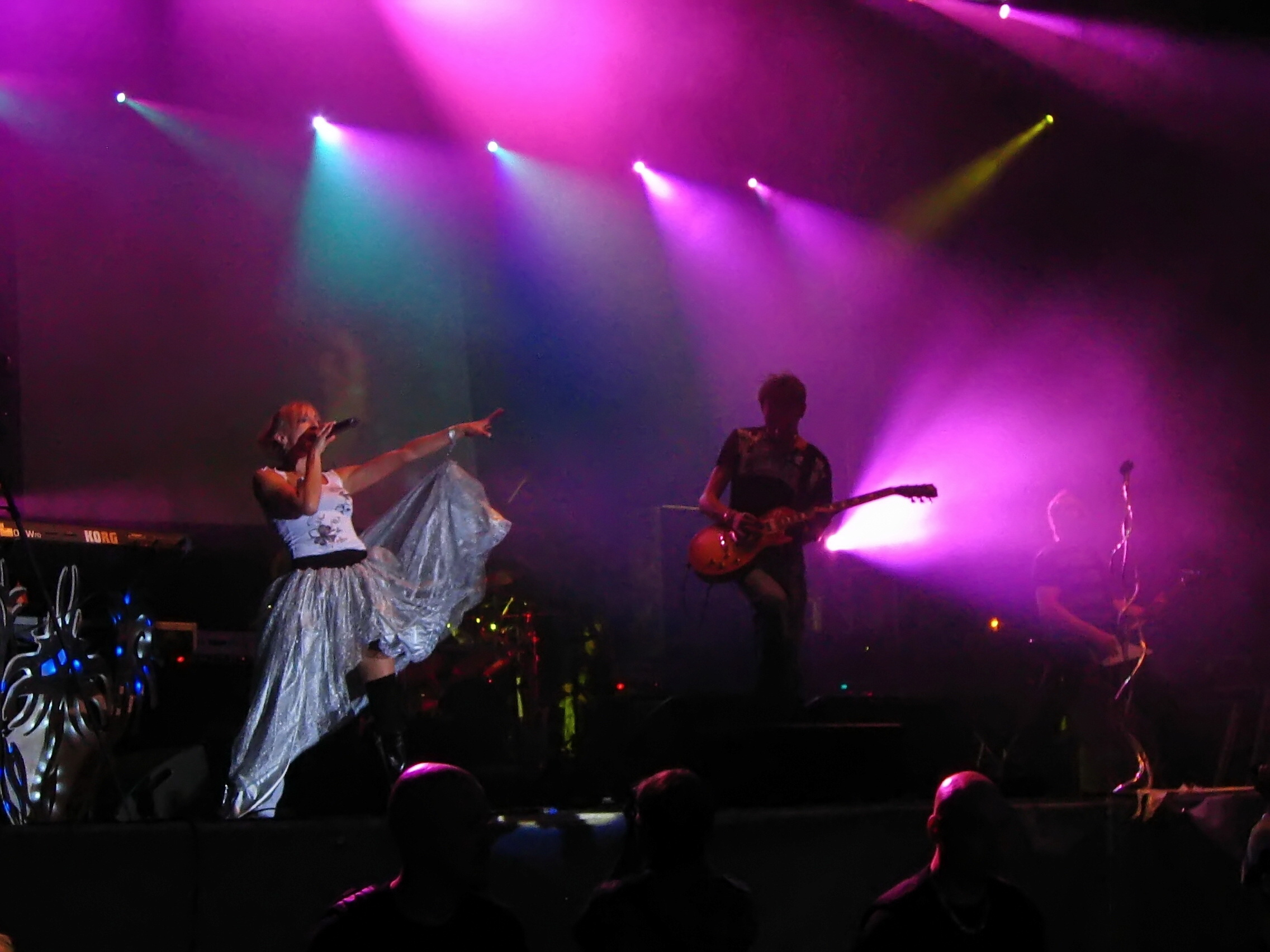
Łzy in concerto

Łzy (in italiano Lacrime) è un gruppo pop-rock polacco fondato a Pszów nel 1996. I membri del gruppo provengono dalle contee di Racibórz e di Wodzisław Śląski. I singoli di maggior successo della band sono: Oczy szeroko zamknięte, Agnieszka, Narcyz, Gdybyś był e Aniele mój.
Il gruppo ha iniziato a suonare nel 1992 e la loro prima produzione era intitolata Przeciw Przemocy (Contro la violenza). Il loro primo album è stato pubblicato nel 1998 con il titolo Słońce (Il Sole). Si sono esibiti in circa trecento concerti e sono stati insigniti di numerosi premi per la loro produzione musicale. Attualmente i Łzy sono uno dei più popolari gruppi musicali in Polonia.

## Formazione

### Formazione attuale
- Dawid Krzykała, batteria
- Adrian Wieczorek, tastiere
- Sławomir Mocarski (dal 1996 al 1998), tastiere
- Adam Konkol, chitarra
- Sara Chmiel (dal 2010), voce
- Arek Dzierżawa, basso
- Rafał Trzasklik (dal 1999), chitarra

### Ex componenti
- Anna Wyszkoni (dal 1996 al 2010), voce

## Discografia
- Słońce (1998)
- W związku z samotnością (2001)
- Jesteś jaki jesteś (2002)
- Nie czekaj na jutro (2003)
- Historie, których nie było (2005)
- The Best Of 1996-2006 (2005)
- Bez słów... (2011)
- Zbieg okoliczności (2014)
- Łzy 20 (2016)
- Miłość w czasach samotności (2021)
- Ok, Ok (2023)